# (21665) Frege
(21665) Frege (1999 RR1) – planetoida z pasa głównego asteroid okrążająca Słońce w ciągu 3,43 lat w średniej odległości 2,27 j.a. Odkryta 5 września 1999 roku.